# Ронкетти, Лилиана
Лилиана Ронкетти (итал. Liliana Ronchetti; 15 сентября 1927, Комо — 4 февраля 1974, Италия) — итальянская баскетболистка. Играла на позиции защитника. Ронкетти выступала за итальянские клубы «Сосьета Гиннастика Коменсе» (1947—1955), «Берноччи Легнано» (1955—1956), «Аутономи Турин» (1956—1957), «Хлородонт Милан» (1957—1958), «Игнис Варезе» (1971—1973), а также за швейцарский клуб «Мендризио» (1966—1971). Она 4 раза становилась чемпионкой Италии (1950—1953), причём дважды, в 1951 и 1952 годах, помогала команде завершить сезон без единого поражения, 3 раза — чемпионкой Швейцарии (1967—1969), 4 раза была лучшей по результативности в чемпионате Италии (1952—1954, 1960), а также установила рекорд результативности в итальянском женском чемпионате — 51 очка в одной игре. Ронкетти выступала за национальную сборную Италии, в составе которой она провела 83 игры и была участницей 6 чемпионатов Европы.
Баскетбольную карьеру она завершила в 45 лет, проведя в профессиональном баскетболе 26 лет. В 1974 году, через год после ухода из баскетбола, Ронкетти умерла от рака. Её именем был назван второй по значимости европейский клубный турнир среди женских баскетбольных команд — Кубок Ронкетти, в 2003 году он был заменён женским Еврокубком. В 2007 году Ронкетти была принята в Зал славы ФИБА.